# Histamin
Histamin je hormon a neurotransmiter produkovaný celou řadou buněk, zejména však bílými krvinkami (žírné buňky a bazofily) a nervovými buňkami. Primárně funguje lokálně – na krátkou vzdálenost při komunikaci mezi sousedními buňkami. Pokud je produkován ve vysokém množství, např. v reakci na alergen, vyvolává efekt v rozsáhlejším okrsku tkáně (např. otok po bodnutí hmyzem) nebo v celém těle (anafylaktický šok).
Histamin je krystalický, rozpustný ve vodě. Souvisí úzce s histidinem, z něhož se tvoří dekarboxylací účinkem enzymu histidindekarboxylázy.

## Účinky
Histamin je přítomen ve vysokém množství především v kůži, plicích a střevech, ale také v mozku a míše a dalších tkáních. V klidovém stavu je většina histaminu ukryta v granulích uvnitř žírných buněk nebo cirkulujících bazofilů. Uvolňuje se při aktivaci těchto buněk – obvykle navázáním antigenu na imunoglobulin E. Na molekulární úrovni funguje následně histamin tak, že se váže na histaminové receptory. Jedná se o skupinu receptorů spřažených s G-proteinem (GPCR), která se ještě dělí na několik podskupin: H1, H2, H3 a H4 receptory.
Fyziologicky je histamin velmi účinný. Působí na hladké svalstvo, způsobuje intenzivní kontrakce dělohy[zdroj?] a stah plicních průdušinek. Dále rozšiřuje cévy a zvyšuje jejich prostupnost, čímž se do tkání dostávají tekutiny a vzniká otok a následkem rozšíření cév také dochází ke snížení krevního tlaku. V žaludku histamin produkují ECL (enterochromafinní) buňky a vyvolávají tím produkci kyseliny chlorovodíkové z parietálních buněk. Vyjma těchto všech rolí je histamin navíc i jedním z minoritních neurotransmiterů v mozku.
Jeho nadměrné uvolnění při alergické reakci znásobuje výše zmíněné účinky. Pokud jsou lokalizované do oblasti tkáně, vzniká např. kožní kopřivka (urtikárie). Při systémovém působení v celém těle se může spustit až tzv. anafylaktický šok. Dochází ke snížení tlaku, vzniku rozsáhlého otoku a dalším život ohrožujícím účinkům. Tyto projevy se dají velmi dobře vyvolat injekcí velké dávky histaminu do krevního řečiště. Histamin je také obvyklou příčinou senné rýmy, která vzniká při alergické reakci na pyl v nosní sliznici a projevuje se otékáním nosní sliznice a uvolňováním tekutin do nosní dutiny.
Potlačení jeho působení pomocí antihistaminik je součástí léčby alergických stavů (antihistaminika H1) a žaludečního vředu (antihistaminika H2).[zdroj?] Akutní stavy vyvolané uvolněním velkého množství histaminu do krve se dají potlačit také podáním sympatomimetik, zejména látek na bázi adrenalinu či noradrenalinu.

## Historie
Byl připraven roku 1907 chemiky Windausem a Vogtem. Roku 1910 byl v nepatrném množství izolován z námelového výtažku.

## Nesnášenlivost
Nesnášenlivost histaminu, nebo histaminová intolerance, zkráceně HIT postihuje 1-3 % obyvatel. Z důvodu nedostatečné činnosti enzymů diaminooxidázy (DAO) a histamin-N-methyltransferáza (HNMT), které štěpí histamin, dochází v těle k hromadění histaminu. DAO se převážně nachází ve střevě, ledvinách a placentě. Odpovídá za degradaci histaminu přijatého potravou. Přeměňuje histamin na imidazolacetaldehyd, který se dále metabolizuje a vylučuje. HNMT působí hlavně v játrech, mozku, ledvinách a plicích. Inaktivuje histamin metylací, čímž vzniká N-methylhistamin, který se dál odbourává. Funguje hlavně uvnitř buněk (intracelulárně). Příznaky jsou, kopřivka, svědění, průjem, bolesti břicha, hypertenze, bolesti hlavy, závratě, koliky, zvracení, nevolnost, otoky sliznic, dechové potíže, astma, ucpaný nos, výtoky z nosu, poruchy spánku, úzkostné stavy a u žen poruchy menstruace.

### Léčba
Nízkohistaminová dieta, je nejúčinnější léčba histaminové intolerance. Při dlouhodobém dodržování diety dochází ke zvýšení enzymu diaminooxidázy a snížení hladiny histaminu. Při potížích lze také použít přípravek obsahující enzym DAO, který je izolován z ledvin prasat. Pro jeho velkou stabilitu lze přípravek užívat ústně.  Ke snížení histaminu v těle se používají antihistaminika a stabilizátory žirných buněk. Bakteriální osídlení střev souvisí s histaminovou intolerancí, proto se doporučuje používání probiotik obsahující tyto kmeny: Bifidobacterium breve, Bifidobacterium infantis, Bifidobacterium longum, Lactobacillus plantarum, Lactobacillus rhamnosus. Jiné probiotické kmeny mohou naopak zvyšovat histamin ve střevech. Kofaktory aktivity DAO jsou také vitamíny C a B6, měď a zinek.

### Dieta
Při nízkohistaminové dietě je potřeba se vyvarovat potravin obsahující velký výskyt histaminu a dalších biogenních aminů. Pacient musí ze svého jídelníčku odstranit potraviny kvašené (fermentované), rychle kazící se, sterilizované a konzervované. Příprava jídel jen z čerstvých potravin, bez používání chlazených polotovarů. Jídlo neuchovávat v lednici a co nejdříve zkonzumovat.

### Inhibitory
Některé účinné látky v lécích, mají schopnost částečně, nebo úplně blokovat enzymatickou aktivitu diaminoxidázy při odbourávání histaminu. Výběr některých účinných látek, které jsou inhibitory DAO.
- Acetylcystein – mukolytikum
- Ambroxol – mukolytikum
- Amitriptylin – antidepresivum
- Chlorochin – antirevmatikum
- Kyselina klavulanová – antibiotikum
- Cykloserin – antibiotikum k léčbě tuberkulózy
- Dihydralazin – antihypertonikum
- Isoniazid – chemoterapeutikum
- Metamizol – lék proti bolesti
- Metoclopramid – lék při zažívacích obtížích
- Metronidazol – chemoterapeutikum
- Pentamidin – chemoterapeutikum
- Promethazin – neuroleptikum
- Propafenon – antiarytmikum
- Propanidin – narkotizační lék
- Theofylin – lék při astmatu, CHOPN a jiných onemocnění dýchacích cest
- Verapamil – lék na srdeční a krevní oběh

Přestože tyto léčivé látky působí jako inhibitory DAO, nikdy nevysazujte léky obsahující tyto látka bez porady lékaře. Takové rozhodnutí mohou být závažnější pro vaše zdraví než nežádoucí účinky histaminu.